# Wejście na orbitę
Wejście na orbitę – zbiór esejów, felietonów i publicystyki literackiej Stanisława Lema z lat 1954–1960, drukowanych wcześniej m.in. w „Życiu Literackim” i „Przekroju”. Po raz pierwszy wydany nakładem Wydawnictwa Literackiego w roku 1962. 
Jest to pierwsza nieprozatorska pozycja w dorobku Lema. Dzieło jest podzielone na trzy części. Pierwsza część zawiera głównie eseje literackie i recenzje nowinek książkowych, druga – felietony popularnonaukowe, trzecia – zabawne humoreski, w tym wywiad Autora z samym sobą.
W wydaniu z 2010 roku (Agora) Wejście na orbitę ukazało się w jednym tomie ze zbiorem Okamgnienie. Część tekstów ze zbioru ukazała się później również w książce Planeta LEMa. Felietony ponadczasowe.

## Spis utworów
- Gwiazdy nawigacyjne
  - Science fiction (1959)
  - O powieści kryminalnej (1960)
  - Zagęszczanie duchów (1957)
  - Kto jest głuchy (1958)
  - Nowe bajki amerykańskie (1957)
  - Falsyfikat (1958)
  - O geniuszu zapoznanym (1958)
  - O malarstwie abstrakcyjnym (1958)
  - Fizyka pola i poezja (1958)
  - Z dziennika klinicysty (1958)
  - Mówi głos w ciemności (1957)
  - O Dostojewskim niepowściągliwie (1957)
- Reakcje łańcuchowe
  - Dziesięć lat energii atomowej (1955)
  - O astronautyce – rzeczowo
  - Przemiany nauki (1954)
  - Jedność przeciwieństw (1954)
  - Technologia cudu (1954)
  - Mała improwizacja (1954)
  - Jak przyjmować gości z gwiazd (1957)
  - Talerze nieziemskie (1957)
  - Kociak zdalnie sterowany (1957)
  - Maszyna poszukuje twarzy (1958)
  - O roku 2000 (1958)
  - Prognoza naukowa (1958)
  - O granicach postępu technicznego
  - Dokąd idziesz, świecie? (1960)
- Efemerydy
  - Kłopoty z importem (1957)
  - Podręcznik elegancji (1958)
  - Tatry zimą – suplement (1958)
  - Autowywiad